# Филомафитский, Алексей Матвеевич
Алексей Матвеевич Филомафи́тский (17 [29] марта 1807, Малахово, Ярославская губерния — 22 января [3 февраля] 1849, Москва) — российский физиолог, доктор медицины, ординарный профессор и декан медицинского факультета Московского университета. Известен как один из основоположников экспериментальной физиологии в России, как автор учебника «Физиология» и сочинений по переливанию крови и наркозу.

## Биография
Родился 17 (29) марта 1807 года в селе Малахово Романовского уезда Ярославской губернии в семье местного священника; окончил здесь приходскую начальную школу. Среднее образование получил в Ярославской духовной семинарии, затем, в 1824 году, поступил в Императорский Харьковский университет, на отделение словесных наук, где его старший брат Евграф преподавал историю, но вскоре перешёл на медицинский факультет. Окончив курс с званием лекаря 1-го отделения, в 1828 году он сдал экзамен в Императорской Академии наук и поступил в Профессорский институт при Дерптском университете, где он специально занимался физиологией. Был удостоен степени доктора медицины за диссертацию на латинском языке «О дыхании птиц» (1833). В этом же году был направлен в Берлинский университет, где занимался в лаборатории И. Мюллера.
В 1835 году, по возвращении из-за границы, он был определён преподавателем в Императорский Московский университет и четыре месяца спустя (31.12.1835), при введении в действие нового университетского устава, был утверждён в звании экстраординарного профессора по кафедре физиологии и общей патологии, а с 1837 года и до своей смерти читал, в звании ординарного профессора, помимо физиологии, сравнительную анатомию и общую патологию. С 1846 года был деканом медицинского факультета Московского университета.
Умер 22 января (3 февраля) 1849 года в Москве. Похоронен на Ваганьковском кладбище (4 уч.).

## Значение
Филомафитский — один из первых представителей экспериментального направления физиологии в России. Резко критиковал умозрительный путь получения знаний, считал, что опираться можно только на опыт. Прибегал к вивисекции животных (лягушка, собака, голубь). Проводил эксперименты с перерезкой блуждающих нервов, изучал рефлекс кашля, химизм и механизм желудочного пищеварения и другие. Широко использовал оптические приборы (впервые в России применил микроскоп для исследования клеток крови). Стремился связать физиологию с практическими задачами медицины.
Не принимал электрическую теории нервного возбуждения, подчёркивал различие между электричеством и «нервным живым началом». Опережая существовавшие взгляды, он первым высказал мысль о том, что источником тепла в живом организме является «животно-химический процесс», то есть обмен веществ. Говорил о процессах угнетения и задерживания рефлекторных реакций в головном мозге.
Филомафитский — один из немногих врачей-писателей того времени. Его капитальный труд: «Физиология, изданная для руководства своих слушателей», долгое время признавался одним из лучших русских руководств по этому предмету. Первая часть была издана в 1836 году, в 1840 году — 2-я и 3-я части; труд этот остался неоконченным. Это была первая оригинальная и критическая сводка опытных физиологических знаний. «Физиология…» написана языком несколько тяжёлым, но это объясняется тем, что Филомафитский первый стал обрабатывать эту науку на русском языке, впрочем, некоторые её отделы, как, например, о нервной системе, отличаются прекрасной обработкой. Сочинение Филомафитского было в 1841 году удостоено Демидовской премии Академии наук. Академик К. Бер в рецензии писал: «В первый раз предлагается русской литературе физиология в том виде, до какого она доведена союзом образованных наций… нет сомнения, что книга… окажет важное влияние на высшее развитие врачебного искусства».
Филомафитский также составил «Трактат о переливании крови (как единственном средстве во многих случаях спасти угасающую жизнь)», в который внёс немало нового, добытого собственными наблюдениями, в том числе результаты опытов на обескровленных собаках, сделал теоретические обобщения, описал аппаратуру для переливания крови.
Кроме упомянутых капитальных трудов известна ещё его речь «О жизни», в которой автор стремится найти приложение физиологических начал к физическому воспитанию детей.
Совместно с Н. И. Пироговым он разработал в 1847 году метод внутривенного наркоза. После смерти Филомафитского появилась в «Военно-медицинском журнале» его статья «Физиологический взгляд на употребление эфиров, хлороформа и бензина для притупления чувствительности».
Им была создана российская научная физиологическая школа; среди его учеников: А. И. Полунин, И. М. Соколов и др.

## Сочинения

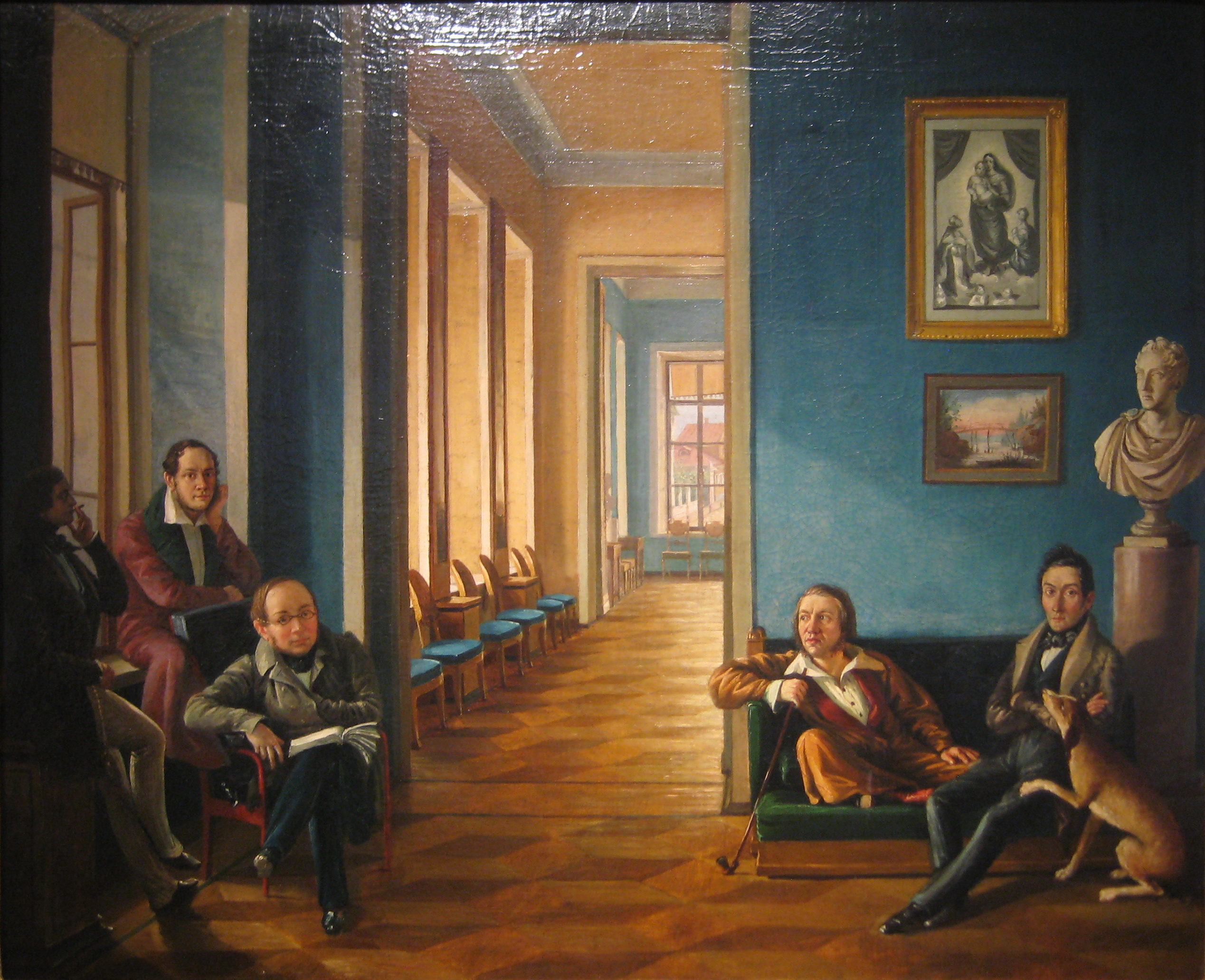
Н. И. Подключников. Интерьер в квартире А. М. Филомафитского в Москве в Антипьевском переулке около улицы Волхонки. После 1835. Изображены слева направо: Г. И. Сокольский, А. М. Филомафитский, П. Г. Редкин, Д. Л. Крюков, Ф. И. Иноземцев

- Физиология, изданная для руководства своих слушателей. — 1836. — Ч. 1; 1844. — Ч. 2.
- Трактат о переливании крови (как единственном средстве во многих случаях спасти угасающую жизнь). — М., 1848.
- Физиологический взгляд на употребление эфиров, хлороформа и бензина как веществ, притупляющих нервную деятельность // Военно-медицинский журнал. — 1849. — Ч. 53, № 1.